# Contea di Douglas (Nebraska)
La contea di Douglas (in inglese Douglas County) è una contea dello Stato del Nebraska, negli Stati Uniti. La popolazione al censimento del 2000 era di 463 585 abitanti. Il capoluogo di contea è Omaha.

## Comuni
City
- Bennington
- Omaha
- Ralston
- Valley

Villaggi
- Boys Town
- Waterloo

CDP
- King Lake
- Venice